# Korea Południowa na Zimowych Igrzyskach Olimpijskich 2006
Koreę Południową na Zimowych Igrzyskach Olimpijskich 2006 reprezentowało 40 zawodników. Był to piętnasty start Korei Południowej na zimowych igrzyskach olimpijskich.

## Medaliści
| Medal | Zawodnik                                                           | Dyscyplina          | Konkurencja              | Data      |
| ----- | ------------------------------------------------------------------ | ------------------- | ------------------------ | --------- |
|       | Ahn Hyun-soo                                                       | Short track         | 1500 m mężczyzn          | 12 lutego |
|       | Ahn Hyun-soo                                                       | Short track         | 1000 m mężczyzn          | 18 lutego |
|       | Jin Sun-yu                                                         | Short track         | 1500 m kobiet            | 18 lutego |
|       | Jin Sun-yu                                                         | Short track         | 1000 m kobiet            | 25 lutego |
|       | Jin Sun-yu, Choi Eun-kyung, Byun Chun-sa, Kang Yun-mi, Jeon Da-hye | Short track         | Sztafeta 3000 m kobiet   | 22 lutego |
|       | Ahn Hyun-soo, Lee Ho-suk, Seo Ho-jin, Oh Se-jong, Song Suk-woo     | Short track         | Sztafeta 5000 m mężczyzn | 25 lutego |
|       | Lee Ho-suk                                                         | Short track         | 1500 m mężczyzn          | 12 lutego |
|       | Lee Ho-suk                                                         | Short track         | 1000 m mężczyzn          | 18 lutego |
|       | Choi Eun-kyung                                                     | Short track         | 1500 m kobiet            | 18 lutego |
|       | Ahn Hyun-soo                                                       | Short track         | 500 m mężczyzn           | 25 lutego |
|       | Lee Kang-seok                                                      | Łyżwiarstwo szybkie | 500 m mężczyzn           | 13 lutego |

## Wyniki reprezentantów Korei Południowej

### Biathlon

#### Mężczyźni
| Zawodnik     | Konkurencja                | Czas      | Ilość pudeł | Pozycja | Źródło |
| ------------ | -------------------------- | --------- | ----------- | ------- | ------ |
| Park Yun-bae | Sprint na 10 km            | 31:29.5   | 3 (3+0)     | 79.     | [ 1 ]  |
| Park Yun-bae | Bieg indywidualny na 20 km | 1:07:03.4 | 6 (0+3+2+1) | 81.     | [ 2 ]  |

### Biegi narciarskie

#### Sprint

##### Mężczyźni
| Zawodnik                    | Konkurencja         | Kwalifikacje | Kwalifikacje | Ćwierćfinały | Ćwierćfinały | Półfinały | Półfinały | Finał A/B | Finał A/B | Pozycja | Źródło |
| Zawodnik                    | Konkurencja         | Czas         | Pozycja      | Czas         | Pozycja      | Czas      | Pozycja   | Czas      | Pozycja   | Pozycja | Źródło |
| --------------------------- | ------------------- | ------------ | ------------ | ------------ | ------------ | --------- | --------- | --------- | --------- | ------- | ------ |
| Park Byung-joo              | Sprint indywidualny | 2:28.85      | 63.          | NQ           | NQ           | NQ        | NQ        | NQ        | NQ        | 63.     | [ 3 ]  |
| Jung Eui-myung              | Sprint indywidualny | 2:35.39      | 76.          | NQ           | NQ           | NQ        | NQ        | NQ        | NQ        | 76.     | [ 3 ]  |
| Park Byung-joo Choi Im-heon | Sprint drużynowy    | Nie dotyczy  | Nie dotyczy  | Nie dotyczy  | Nie dotyczy  | 19:40.0   | 9.        | NQ        | NQ        | 18.     | [ 4 ]  |

##### Kobiety
| Zawodnik     | Konkurencja         | Kwalifikacje | Kwalifikacje | Ćwierćfinały | Ćwierćfinały | Półfinały | Półfinały | Finał A/B | Finał A/B | Pozycja | Źródło |
| Zawodnik     | Konkurencja         | Czas         | Pozycja      | Czas         | Pozycja      | Czas      | Pozycja   | Czas      | Pozycja   | Pozycja | Źródło |
| ------------ | ------------------- | ------------ | ------------ | ------------ | ------------ | --------- | --------- | --------- | --------- | ------- | ------ |
| Lee Chae-won | Sprint indywidualny | 2:35.47      | 64.          | NQ           | NQ           | NQ        | NQ        | NQ        | NQ        | 64.     | [ 5 ]  |

#### Biegi na dystansach i łączone

##### Mężczyźni
| Zawodnik       | Konkurencja                     | Czas    | Pozycja | Źródło |
| -------------- | ------------------------------- | ------- | ------- | ------ |
| Choi Im-heon   | Bieg na 15 km stylem klasycznym | 46:21.7 | 78.     | [ 6 ]  |
| Park Byung-joo | Bieg na 15 km stylem klasycznym | 46:38.9 | 79.     | [ 6 ]  |
| Jung Eui-myung | Bieg na 15 km stylem klasycznym | 46:40.8 | 80.     | [ 6 ]  |
| Jung Eui-myung | Bieg na 50 km stylem dowolnym   | DNF     | DNF     | [ 7 ]  |
| Park Byung-joo | Bieg łączony na 30 km           | DNF     | DNF     | [ 8 ]  |
| Jung Eui-myung | Bieg łączony na 30 km           | DNF     | DNF     | [ 8 ]  |
| Choi Im-heon   | Bieg łączony na 30 km           | DNF     | DNF     | [ 8 ]  |

##### Kobiety
| Zawodnik     | Konkurencja                     | Czas    | Pozycja | Źródło |
| ------------ | ------------------------------- | ------- | ------- | ------ |
| Lee Chae-won | Bieg na 10 km stylem klasycznym | 32:57.8 | 62.     | [ 9 ]  |
| Lee Chae-won | Bieg na 30 km stylem dowolnym   | DNF     | DNF     | [ 10 ] |
| Lee Chae-won | Bieg łączony na 15 km           | 49:01.2 | 57.     | [ 11 ] |

### Łyżwiarstwo szybkie

#### Mężczyźni
| Zawodnik      | Konkurencja | Czas    | Pozycja | Źródło |
| ------------- | ----------- | ------- | ------- | ------ |
| Lee Kang-seok | 500 m       | 1:10.43 | brąz    | [ 13 ] |
| Choi Jae-bong | 500 m       | 1:11.04 | 8.      | [ 13 ] |
| Lee Kyu-hyeok | 500 m       | 1:11.38 | 17.     | [ 13 ] |
| Kwon Sun-chun | 500 m       | 1:34.79 | 37.     | [ 13 ] |
| Lee Kyu-hyeok | 1000 m      | 1:09.37 | 4.      | [ 14 ] |
| Choi Jae-bong | 1000 m      | 1:10.23 | 17.     | [ 14 ] |
| Lee Kang-seok | 1000 m      | 1:10.52 | 22.     | [ 14 ] |
| Mun Jun       | 1000 m      | 1:10.66 | 24.     | [ 14 ] |
| Lee Jong-woo  | 1500 m      | 1:48.11 | 14.     | [ 15 ] |
| Mun Jun       | 1500 m      | 1:48.38 | 16.     | [ 15 ] |
| Jin Woo-lee   | 1500 m      | 1:49.85 | 28.     | [ 15 ] |
| Yeo Sang-yeop | 5000 m      | 6:58.13 | 28.     | [ 16 ] |

#### Kobiety
| Zawodnik        | Konkurencja | Czas    | Pozycja | Źródło |
| --------------- | ----------- | ------- | ------- | ------ |
| Lee Sang-hwa    | 500 m       | 1:17.04 | 5.      | [ 17 ] |
| Choi Seung-yong | 500 m       | 1:19.02 | 18.     | [ 17 ] |
| Kim You-lim     | 500 m       | 1:19.25 | 20.     | [ 17 ] |
| Lee Bo-ra       | 500 m       | 1:19.73 | 25.     | [ 17 ] |
| Lee Sang-hwa    | 1000 m      | 1:17.78 | 19.     | [ 18 ] |
| Lee Ju-yeon     | 1000 m      | 1:18.66 | 26.     | [ 18 ] |
| Kim You-lim     | 1000 m      | 1:18.77 | 28.     | [ 18 ] |
| Lee Bo-ra       | 1000 m      | 1:21.19 | 34.     | [ 18 ] |
| Lee Ju-yeon     | 1500 m      | 2:00.85 | 16.     | [ 19 ] |
| No Seon-yeong   | 1500 m      | 2:03.35 | 32.     | [ 19 ] |
| No Seon-yeong   | 3000 m      | 4:15.68 | 19.     | [ 20 ] |

### Narciarstwo alpejskie
Mężczyźni
| Zawodnik       | Konkurencja   | 1. przejazd | 1. przejazd | 2. przejazd | 2. przejazd | Suma czasów      | Pozycja          | Źródło |
| Zawodnik       | Konkurencja   | Czas        | Pozycja     | Czas        | Pozycja     | Suma czasów      | Pozycja          | Źródło |
| -------------- | ------------- | ----------- | ----------- | ----------- | ----------- | ---------------- | ---------------- | ------ |
| Kim Hyung-chul | Slalom gigant | 1:26.09     | 32.         | 1:26.37     | 29.         | 2:52.46          | 28.              | [ 21 ] |
| Kang Min-heuk  | Slalom gigant | DNF         | DNF         | NQ          | NQ          | Nieklasyfikowany | Nieklasyfikowany | [ 21 ] |
| Kim Woo-sung   | Slalom gigant | DNF         | DNF         | NQ          | NQ          | Nieklasyfikowany | Nieklasyfikowany | [ 21 ] |
| Kang Min-heuk  | Slalom        | 58.53       | 36.         | DSQ         | DSQ         | Nieklasyfikowany | Nieklasyfikowany | [ 22 ] |

#### Kobiety
| Zawodnik   | Konkurencja   | 1. przejazd | 1. przejazd | 2. przejazd | 2. przejazd | Suma czasów | Pozycja | Źródło |
| Zawodnik   | Konkurencja   | Czas        | Pozycja     | Czas        | Pozycja     | Suma czasów | Pozycja | Źródło |
| ---------- | ------------- | ----------- | ----------- | ----------- | ----------- | ----------- | ------- | ------ |
| Oh Jae-eun | Slalom gigant | 1:08.22     | 43.         | 1:16.25     | 34.         | 2:24.47     | 33.     | [ 23 ] |
| Oh Jae-eun | Slalom        | 48.07       | 45.         | 53.77       | 43.         | 1:41.84     | 41.     | [ 24 ] |

### Narciarstwo dowolne

#### Kobiety
| Zawodnik      | Konkurencja      | Eliminacje | Eliminacje | Eliminacje | Finał | Finał  | Finał   | Źródło |
| Zawodnik      | Konkurencja      | Czas       | Punkty     | Pozycja    | Czas  | Punkty | Pozycja | Źródło |
| ------------- | ---------------- | ---------- | ---------- | ---------- | ----- | ------ | ------- | ------ |
| Yoon Chae-rin | Jazda po muldach | 36.4       | 7,07 pkt   | 30.        | NQ    | NQ     | NQ      | [ 25 ] |

### Saneczkarstwo

#### Mężczyźni
| Zawodnik    | Konkurencja | Czas ślizgu | Czas ślizgu | Czas ślizgu | Czas ślizgu | Suma czasów | Pozycja | Źródło |
| Zawodnik    | Konkurencja | 1           | 2           | 3           | 4           | Suma czasów | Pozycja | Źródło |
| ----------- | ----------- | ----------- | ----------- | ----------- | ----------- | ----------- | ------- | ------ |
| Kim Min-kyu | Jedynki     | 53.748      | 54.961      | 53.528      | 53.344      | 3:35.581    | 29.     | [ 26 ] |

### Short track

#### Mężczyźni
| Zawodnik                                                       | Konkurencja     | Eliminacje  | Eliminacje  | Ćwierćfinały | Ćwierćfinały | Półfinały | Półfinały | Finał A/B | Finał A/B | Pozycja          | Źródło |
| Zawodnik                                                       | Konkurencja     | Czas        | Pozycja     | Czas         | Pozycja      | Czas      | Pozycja   | Czas      | Pozycja   | Pozycja          | Źródło |
| -------------------------------------------------------------- | --------------- | ----------- | ----------- | ------------ | ------------ | --------- | --------- | --------- | --------- | ---------------- | ------ |
| Ahn Hyun-soo                                                   | 500 m           | 42.960      | 1. Q        | 42.213       | 1. Q         | 41.826    | 1. QA     | 42.089    | 3.        | brąz             | [ 27 ] |
| Lee Ho-suk                                                     | 500 m           | 42.676      | 1. Q        | 1:22.896     | 4.           | NQ        | NQ        | NQ        | NQ        | 12.              | [ 27 ] |
| Seo Ho-jin                                                     | 500 m           | DSQ         | DSQ         | NQ           | NQ           | NQ        | NQ        | NQ        | NQ        | Nieklasyfikowany | [ 27 ] |
| Ahn Hyun-soo                                                   | 1000 m          | 1:27.372    | 1. Q        | 1:29.371     | 1. Q         | 1:27.909  | 1. QA     | 1:26.739  | 1.        | złoto            | [ 28 ] |
| Lee Ho-suk                                                     | 1000 m          | 1:35.634    | 1. Q        | 1:27.265     | 1. Q         | 1:29.150  | 1. QA     | 1:26.764  | 2.        | srebro           | [ 28 ] |
| Ahn Hyun-soo                                                   | 1500 m          | Nie dotyczy | Nie dotyczy | 2:29.808     | 1. Q         | 2:17.718  | 1. QA     | 2:25.341  | 1.        | złoto            | [ 29 ] |
| Lee Ho-suk                                                     | 1500 m          | Nie dotyczy | Nie dotyczy | 2:31.511     | 1. Q         | 2:20.901  | 2. QA     | 2:25.600  | 2.        | srebro           | [ 29 ] |
| Ahn Hyun-soo, Lee Ho-suk, Seo Ho-jin, Oh Se-jong, Song Suk-woo | Sztafeta 5000 m | Nie dotyczy | Nie dotyczy | Nie dotyczy  | Nie dotyczy  | 7:01.783  | 2. QA     | 6:43.376  | 1.        | złoto            | [ 30 ] |

#### Kobiety
| Zawodnik                                                           | Konkurencja     | Eliminacje  | Eliminacje  | Ćwierćfinały | Ćwierćfinały | Półfinały | Półfinały | Finał A/B | Finał A/B | Pozycja          | Źródło |
| Zawodnik                                                           | Konkurencja     | Czas        | Pozycja     | Czas         | Pozycja      | Czas      | Pozycja   | Czas      | Pozycja   | Pozycja          | Źródło |
| ------------------------------------------------------------------ | --------------- | ----------- | ----------- | ------------ | ------------ | --------- | --------- | --------- | --------- | ---------------- | ------ |
| Jin Sun-yu                                                         | 500 m           | 45.954      | 1. Q        | 46.428       | 3.           | NQ        | NQ        | NQ        | NQ        | 10.              | [ 31 ] |
| Kang Yun-mi                                                        | 500 m           | 45.755      | 2. Q        | DSQ          | DSQ          | NQ        | NQ        | NQ        | NQ        | Nieklasyfikowany | [ 31 ] |
| Jin Sun-yu                                                         | 1000 m          | 1:31.504    | 1. Q        | 1:33.351     | 1. Q         | 1:32.546  | 1. QA     | 1:32.859  | 1.        | złoto            | [ 32 ] |
| Choi Eun-kyung                                                     | 1000 m          | 1:38.414    | 1. Q        | 1:32.875     | 1. Q         | 1:32.099  | 2. QA     | DSQ       | DSQ       | Nieklasyfikowany | [ 32 ] |
| Jin Sun-yu                                                         | 1500 m          | Nie dotyczy | Nie dotyczy | 2:29.731     | 1. Q         | 2:31.747  | 1. Q      | 2:23.494  | 1.        | złoto            | [ 33 ] |
| Choi Eun-kyung                                                     | 1500 m          | Nie dotyczy | Nie dotyczy | 2:37.862     | 2. Q         | 2:22.776  | 1. Q      | 2:24.069  | 2.        | srebro           | [ 33 ] |
| Byun Chun-sa                                                       | 1500 m          | Nie dotyczy | Nie dotyczy | 2:41.411     | 2. Q         | 2:26.915  | 1. Q      | NQ        | NQ        | Nieklasyfikowany | [ 33 ] |
| Jin Sun-yu, Choi Eun-kyung, Byun Chun-sa, Kang Yun-mi, Jeon Da-hye | Sztafeta 5000 m | Nie dotyczy | Nie dotyczy | Nie dotyczy  | Nie dotyczy  | 4:18.854  | 1. Q      | 4:17.040  | 1.        | złoto            | [ 34 ] |

### Skeleton

#### Mężczyźni
| Zawodnik       | Czas ślizgu | Czas ślizgu | Suma czasów | Pozycja | Źródło |
| Zawodnik       | 1           | 2           | Suma czasów | Pozycja | Źródło |
| -------------- | ----------- | ----------- | ----------- | ------- | ------ |
| Kang Kwang-bae | 1:00.41     | 59.88       | 2:00.29     | 23.     | [ 35 ] |

### Skoki narciarskie

#### Mężczyźni
| Zawodnik                                               | Konkurencja       | Kwalifikacje | Kwalifikacje | Kwalifikacje | Finał                           | Finał     | Finał    | Finał     | Finał    | Finał        | Finał   | Źródło |
| Zawodnik                                               | Konkurencja       | Kwalifikacje | Kwalifikacje | Kwalifikacje | 1. seria                        | 1. seria  | 1. seria | 2. seria  | 2. seria | Suma punktów | Pozycja | Źródło |
| Zawodnik                                               | Konkurencja       | Odległość    | Punkty       | Pozycja      | Odległość                       | Punkty    | Pozycja  | Odległość | Punkty   | Suma punktów | Pozycja | Źródło |
| ------------------------------------------------------ | ----------------- | ------------ | ------------ | ------------ | ------------------------------- | --------- | -------- | --------- | -------- | ------------ | ------- | ------ |
| Kim Hyun-ki                                            | Skocznia normalna | 92,5 m       | 107,5 pkt    | 30. Q        | 91 m                            | 107,5 pkt | 43.      | NQ        | NQ       | 107,5 pkt    | 43.     | [ 36 ] |
| Choi Heung-chul                                        | Skocznia normalna | 91,5 m       | 104 pkt      | 36.          | NQ                              | NQ        | NQ       | NQ        | NQ       | NQ           | NQ      | [ 36 ] |
| Choi Yong-jik                                          | Skocznia normalna | 91 m         | 104 pkt      | 36.          | NQ                              | NQ        | NQ       | NQ        | NQ       | NQ           | NQ      | [ 36 ] |
| Kang Chil-ku                                           | Skocznia normalna | 88 m         | 96,5 pkt     | 44.          | NQ                              | NQ        | NQ       | NQ        | NQ       | NQ           | NQ      | [ 36 ] |
| Kim Hyun-ki                                            | Skocznia duża     | 110,5 m      | 85,4 pkt     | 23.          | 110,5 m                         | 84,4 pkt  | 39.      | NQ        | NQ       | 84,4 pkt     | 39.     | [ 37 ] |
| Choi Heung-chul                                        | Skocznia duża     | 106 m        | 75,3 pkt     | 32.          | 101 m                           | 65,3 pkt  | 47.      | NQ        | NQ       | 65,3 pkt     | 47.     | [ 37 ] |
| Kang Chil-ku                                           | Skocznia duża     | 98,5 m       | 58,8 pkt     | 45.          | NQ                              | NQ        | NQ       | NQ        | NQ       | NQ           | NQ      | [ 37 ] |
| Choi Yong-jik                                          | Skocznia duża     | 81 m         | 22,8 pkt     | 53.          | NQ                              | NQ        | NQ       | NQ        | NQ       | NQ           | NQ      | [ 37 ] |
| Choi Yong-jik Choi Heung-chul Kim Hyun-ki Kang Chil-ku | Drużynowo         | Nie dotyczy  | Nie dotyczy  | Nie dotyczy  | 107,5 m 103,5 m 113,5 m 110,5 m | 321,5 pkt | 13.      | NQ        | NQ       | 321,5 pkt    | 13.     | [ 38 ] |